# Belevrenska reka
Belevrenska reka (bulgariska:Белевренска река), även känd som Selskata reka (bulgariska:Селската река), är ett vattendrag i Bulgarien.   Det ligger i regionen Burgas, i den östra delen av landet, 300 kilometer öster om huvudstaden Sofia.